# Bedford CA
Bedford CA a fost o serie de vehicule comerciale produse de Bedford Vehicles în perioada 1951-1969. Vehiculul a înlocuit versiunile mai grele ale Bedford HC. Au fost produse aproximativ 269.000 de unități ale vehiculului, deși astăzi este oarecum rar. Vehiculul a fost în cele din urmă înlocuit de Bedford CF.

## Istoric
Profilul general și arhitectura CA au fost puțin schimbate în timpul vieții de șaptesprezece ani a vehiculului. Cu toate acestea, au fost vândute trei versiuni distincte. Primele CA au prezentat un parbriz din două piese, cuprinzând două foi plate separate de sticlă separate cu o divizare centrală verticală de metal. Pe măsură ce sticla curbată a devenit disponibilă în Marea Britanie la un preț acceptabil, parbrizul din două piese a fost înlocuit cu un singur parbriz ușor curbat în aproximativ 1958. În același timp, grila frontală vopsită a originalului, care avea o divizare centrală care reflecta parbrizul despicat, a fost înlocuit de o grilă frontală mai mică, despicată, încă vopsită în culoarea caroseriei autoutilitarei. 
A treia versiune a Bedford CA, vândută de la sfârșitul anului 1964, avea un parbriz și geamuri laterale mult mai adânci, precum și o reducere corespunzătoare a înălțimii panoului scuttle metalic vopsit chiar sub parbriz. Autoutilitarele din 1964 au reflectat, de asemenea, tendințele generale în proiectarea mașinilor de atunci, oferind, pentru prima dată, o grilă frontală presată din aliaj de aluminiu. Versiunea cu ampatament mai lung avea caroseria alungită de un panou suplimentar scurt de acoperiș, cu uși mai largi.
CA a utilizat un aspect modern al grupului de propulsie. Acesta a constat dintr-un motor cu ardere internă orientat longitudinal montat în față și tracțiune pe spate. Cutia de viteze cu 3 trepte a fost montată imediat în spatele motorului, iar cuplul a fost transmis către o axă spate sub tensiune printr-un arbore de propulsie tubular deschis.